# Новомедведево
Новомедве́дево (рос. Новомедведево, башк. Яңы Айыу) — присілок у складі Ілішевського району Башкортостану, Росія. Адміністративний центр Новомедведевської сільської ради.
Населення — 259 осіб (2010; 325 у 2002).
Національний склад:
- башкири — 92 %

У присілку народився Герой Соціалістичної праці Зайнуллін Насіфулла Гіздатуллович (1931-1981).